# Dicranoptycha yamata
Dicranoptycha yamata är en tvåvingeart som beskrevs av Alexander 1919. Dicranoptycha yamata ingår i släktet Dicranoptycha och familjen småharkrankar. Inga underarter finns listade i Catalogue of Life.